# Allium sergii
Allium sergii är en amaryllisväxtart som beskrevs av Aleksei Ivanovich Vvedensky. Allium sergii ingår i släktet lökar, och familjen amaryllisväxter. Inga underarter finns listade i Catalogue of Life.